# 위안춘칭
위안춘칭(중국어 간체자: 袁纯清, 정체자: 袁純清, 병음: Yuán Chúnqīng, 1952년 3월 ~ )은 중화인민공화국의 정치인이다. 베이징 대학에서 법률학을 전공하였다. 산시 성(陝西) 성장과 산시 성(山西) 당 위원회 서기를 역임했다.

## 생애
후난성 한서우현 출신이다. 위안춘칭은 13세에 한서우현의 제1중학에 입학했으나 문화 대혁명으로 학교가 문을 닫자 시골로 돌아와 농부가 되어 일을 했다. 1971년부터 1977년까지 한서우현과 창더지구의 공안국에서 근무했다. 1977년초 베이징대학 법학과에 공농병학생(工農兵學員)으로 추천을 받았다. 당시 위안춘칭은 리커창의 학장이었다. 위안춘칭이 베이징대학에서 공부하는 동안 베이징대학의 공청단 부서기와 학생회 주석, 전국학련 부주석 등을 지냈다.
위안춘칭은 1980년대초 베이징대학을 졸업하고 공청단 중앙위원회에서 근무했다. 공창단 중앙에서 일하는 동안 학교부 간사와 부처장, 학련 판공실 주임, 학교부 부처장과 부장 등을 거쳐 공청단 중앙서기처 서기와 전국학련 비서장, 전국소공위 주임, 전국청련 부주석, 공청단 중앙기관당위원회 서기 등을 역임했다. 위안춘칭은 공청단에서 17년을 근무했다. 이 기간에 위안춘칭은 1990년 중국정법대학에서 석사 학위를 받았고, 1997년 후난대학 국제경영대학원에서 박사 학위를 받았다. 1993년 3월 중국인민정치협상회의 위원으로 선출되었고 전국정협 사회 및 법제위원회 상무 부주임 위원을 겸임했다.
1997년 10월 공청단을 그만 둔 위안춘칭은 중국공산당 15기 중앙위원회 1중 전체회의에서 중앙기율검사위원회 상무위원 겸 비서장으로 선출되었다. 샤먼 위안화그룹 밀수 사건 당시에 대변인으로써 사건을 발표했다. 1999년부터 2001년까지 베이징대학 경제학부에서 이론경제학 박사후 연구에 참여했다.
2001년 3월, 산시성으로 자리를 옮겨 중국공산당 산시성 당위원회 부서기를 지냈고 2004년 1월 시안시 시위원회 서기를 맡았다. 재임 중이던 2005년 2월, 시안의 "발전 개념"을 보고하기 위한 "시안의 국제화 및 시장화, 인문화, 생태화 발전 보고"라는 백서 형태의 사회보고를 발표했다. 이전에 위안취안은 전국에서 주목받는 시당위원회 서기 중 한 명이었다. 2006년 천더밍 후임으로 산시성 성장에 임명되었고 2010년까지 재임했다.
2010년 5월, 중국공산당 산시성 성위원회 서기로 선출되었고 2014년 9월까지 역임했다.